# Звездани тренутак
Звездани тренутак је настао релативно скоро, у 20. веку. Ј. Матешић у "Фразеолошком рјечнику" бележи овај израз, дајући објашњење: "посебно повољни-погодни часови, најбољи тренуци кога-чега".. "Речник српскохрватског књижевног и народног језика САНУ" (Речник САНУ) и "Речник српскохрватског књижевног језика" (Речник Матице српске) не помињу овај израз.

## Историјат
На српском језику се појављује први пут у преводу збирке историјских новела аустријског приповедача Стефана Цвајга. 
У предговору своје књиге сам Цвајг овако објашњава зашто преломне историјске тренутке назива "звезданим часовима": "Зато што они, попут вечних звезда, непрестано сијају у ноћи заборава и таворења".